# Под сенью креста и полумесяца: евреи в Средние века
«Под сенью креста и полумесяца: евреи в Средние века» (англ. Under Crescent and Cross: The Jews in the Middle Ages) — книга американского историка Марка Р. Коэна, в которой иудео-мусульманские отношения в Средние века проанализированы при помощи сравнительно-исторического метода. Согласно работе Коэна, исламский мир Средневековья, в особенности в период от становления ислама до эпохи мамлюков, был более безопасным для евреев, чем жизнь в северной части христианской Европы.

## Содержание
Ещё во введении к работе автор четко определяет цель своего исследования, которая заключается в том чтобы объяснить почему евреи в средневековом арабско-мусульманском мире жили в большей безопасности, чем под властью христиан, и как именно они добивались этой безопасности, тем самым приблизившись к более глубокому пониманию отношений между евреями и другими народами средневековья. Книга разделена на 5 частей в соответствии с различными аспектами вопроса.

### Миф и антимиф
В первой части исследования автор подробно рассматривает миф о межконфессиональной утопии, в том числе на примере арабских сочинений и трудов по арабистике. Автор разоблачает миф об арабском антисемитизме и подробно описывает неослезливую концепцию еврейско-арабской истории, также достаточное время уделяя роли антимифа в научной литературе и влиянии антимифа на евреев из арабских стран в Израиле.

### В сфере религии и права
Автор довольно подробно рассматривает религиозные конфликты: между ранними христианами и евреями, ранними мусульманами и евреями, попутно анализируя роль появления ислама и самой природы религии. Коэн также говорит о правовом положении евреев в христианском мире, отмечая различные аспекты законодательства о евреях в христианском мире, более того, рассмотрены римское и римское христианское и каноническое право о евреях. Автор говорит о четвёртом Латеранском соборе и его влиянии на средневековое еврейство. Автор также рассматривает юристов канонического права, «либеральные» взгляды канонистов, влияние канонического права на светское законодательство. Описано начало изгнаний евреев, светское законодательство средневекового государства в их отношении, правовой статус евреев в средневековых городах, а также путь еврейства от так называемых «рабов казны» к исключению из общества. Далее автор описывает правовой статус евреев в исламе, отмечая многие детали: правовой статус зимми в исламе, договор Омара и его форму, дома молитвы, публичные демонстрации принадлежности к религиозной общине и их роль в развитии иудо-мусульманских отношений. Коэн также рассматривает различные случаи прозелитизма и обращения зимми в ислам, символы обособления и унижения, недопущения к публичным должностям, подушную подать и европейские грамоты.

### Экономический аспект
В третьей части Коэн рассматривает различные экономические роли еврейства в средневековом мире. Так, в христианском мире, автор отмечает особенности коммерческой деятельности и связанную с этим роли еврея-торговца и еврея-ростовщика. Так же и в исламском мире автор отмечает религиозную подоплеку коммерческой деятельности, роли еврея-торговца, еврея-ростовщика и еврея-должника, отдельно говорит о роли кредита в средневековой исламской экономике и экономической диверсификации, приводит письма еврейских торговцев и различный фактологический материал о евреях Прованса, а также проводит антропологическое исследование традиционного исламского рынка.

### Социальное устройство
В разделе о социальном устройстве Коэн поднимает вопросы иерархии, маргинальности и этничности евреев в средневековом христианском и мусульманском мире. Автор также рассматривает еврея в роли горожанина и повседневные отношения в христианском и мусульманском мире.

### Полемика и гонения
В последней, пятой части своей работы Коэн рассматривает вопросы межконфессиональной полемики: христианство против иудаизма и еврейский полемический ответ ему, полемику с раввинистическим иудаизмом, ислам против иудаизма, отношение к еврейским и христианским Писаниям, предсказания о Мухаммеде, еврейский полемический ответ исламу — негативное отношение евреев и реакцию на мусульманскую полемику. Автор подробно освещает гонения, реакцию на них и коллективную память в христианском и мусульманском мире.

## Публикации
Впервые книга была издана в 1994 году, переиздана в 2008. Она также была переведена на турецкий, иврит, немецкий и арабский языки.

## Рецензии
Книга был хорошо принята академическим сообществом и широкой публикой, хотя несколько опровержений было выдвинуто «неослезливой» школой.
…Cohen’s concern in this important new book is with a historiographically far more interesting and useful question [than the debate over the Jewish experiences in the medieval worlds of Christendom and Islam]: why the difference? . . . Cohen’s argument is buttressed with an impressive range of evidence drawn from both Jewish and non-Jewish sources in the Islamic and Christian worlds…--David Wasserstein, The Times Literary Supplement
…Cohen advances our knowledge through a fine treatment of the huge literature and the application of social anthropological theory. Scholars will welcome the sound synthesis; general readers will appreciate the lucid style.
…[Cohen’s] systematic, comparative approach . . . makes this a useful book for courses in general medieval history and Jewish history. Cohen presents the differences between the history of Jewish life under Edom [Christianity] and Ishmael [Islam] in a lucid and comprehensive manner."--Stephen D. Beinin, American Historical Review
…Cohen’s is a polemical text in the best sense of the word: it tries to open debate, not stifle it, and asks questions where they are traditionally shouted away. . . . A reassuringly balanced and judicious assessment of Jewish life in the Middle Ages."--Andre A. Aciman, New York Newsday
…On the whole, given the complexity of the issues and the long history of the debate about them, Cohen’s fresh approach . . . is welcome, and anyone interested in the subject in the future will find it necessary to refer to this important work."--William M. Brinner, Medieval Encounters
…Mark R. Cohen has crafted a work that is fascinating in detail and provocative in analysis."--Frederic Krome, Speculum